# Ouratea gillyana
Ouratea gillyana là một loài thực vật có hoa trong họ Ochnaceae. Loài này được (Dwyer) Sandwith & Maguire mô tả khoa học đầu tiên năm 1948.